# 加萊國家公園
加萊國家公園（阿拉伯语：‎），是阿爾及利亞的國家公園，位於該國東北部，成立於1993年，面積764平方公里，該國家公園有6座湖泊，最高點海拔高度1,202米。